# Cerimetrie
Cerimetria este o metodă volumetrică de analiză chimică ce a fost inventată de Ion Atanasiu. Este un tip de redoxometrie, în care punctul final al titrării este indicat de virajul de culoare al complexului fier(II)–1,10-fenantrolină (feroină). Feroina se decolorează reversibil în forma oxidată prin titrare cu ion pentavalent de ceriu (Ce4+) aflat în soluție. Utilizarea sărurilor de Ce(IV) în volumetrie a fost propusă la mijlocul secolului al XIX-lea, dar studiile sistematice au început să ia amploare abia 70 de ani mai târziu. Soluțiile standard se pot prepara din diverse săruri de Ce4+, dar uzual se utilizează sulfat de ceriu.